# André van der Linden

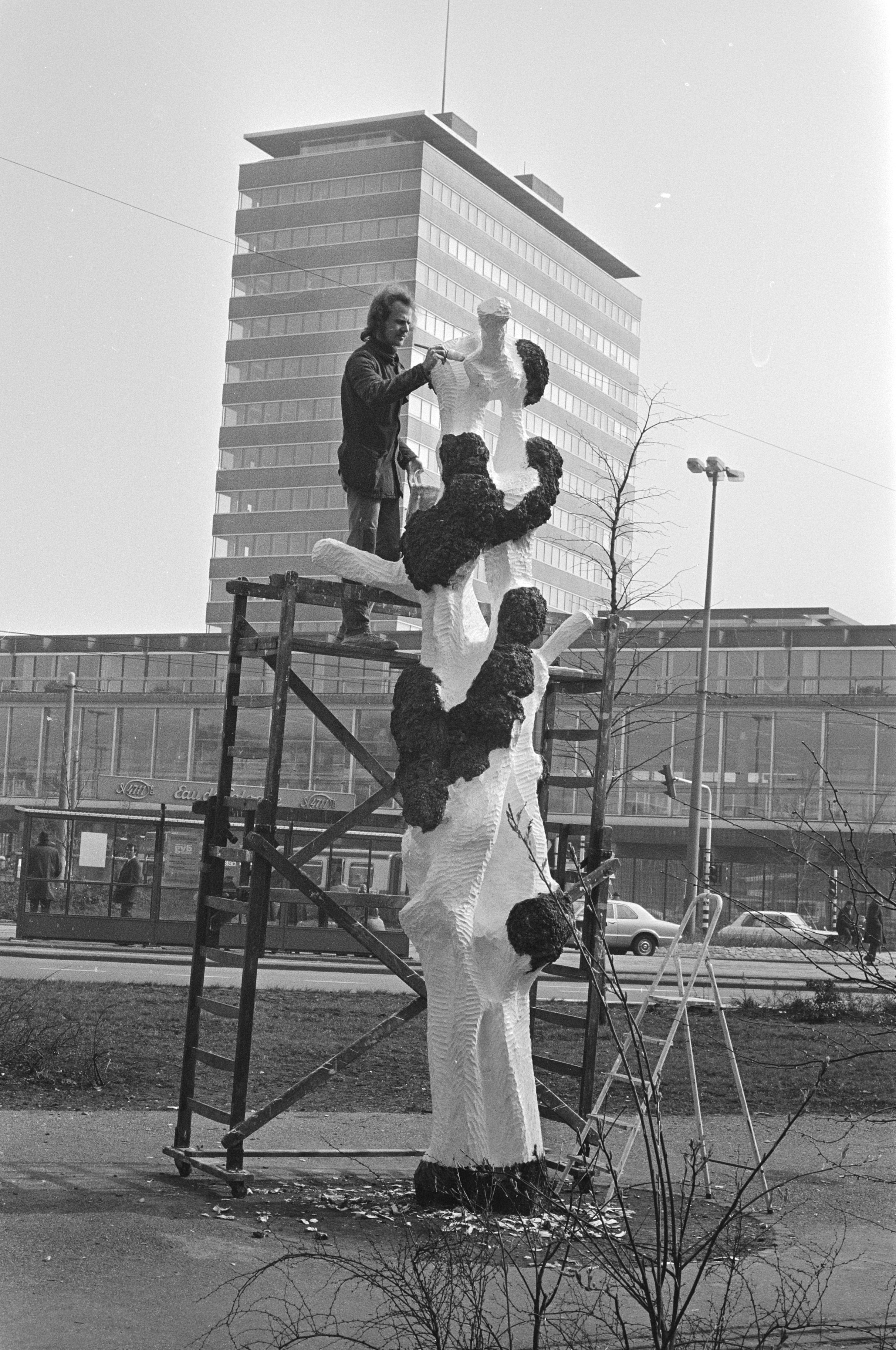
André van der Linden aan het werk, 1971

André van der Linden (Amsterdam, 7 oktober 1945) is een Nederlands beeldhouwer.
Van der Linden volgde in 1967-1968 de  Rijksakademie te Amsterdam, maar is als beeldhouwer autodidact. Hij woont en werkt sinds 1972 in Friesland. Tot 1978 gebruikte hij voornamelijk hout, dat hij in primaire kleuren schilderde. Later werkte Van der Linden daarnaast met natuursteen, ferrocement en rvs.
Een van zijn vroegste werken is Monument voor de te jong gevallen boom (1971). Een dode robinia aan het Amsterdamse Frederiksplein werd door Van der Linden omgewerkt tot kunstwerk.

## Enkele werken

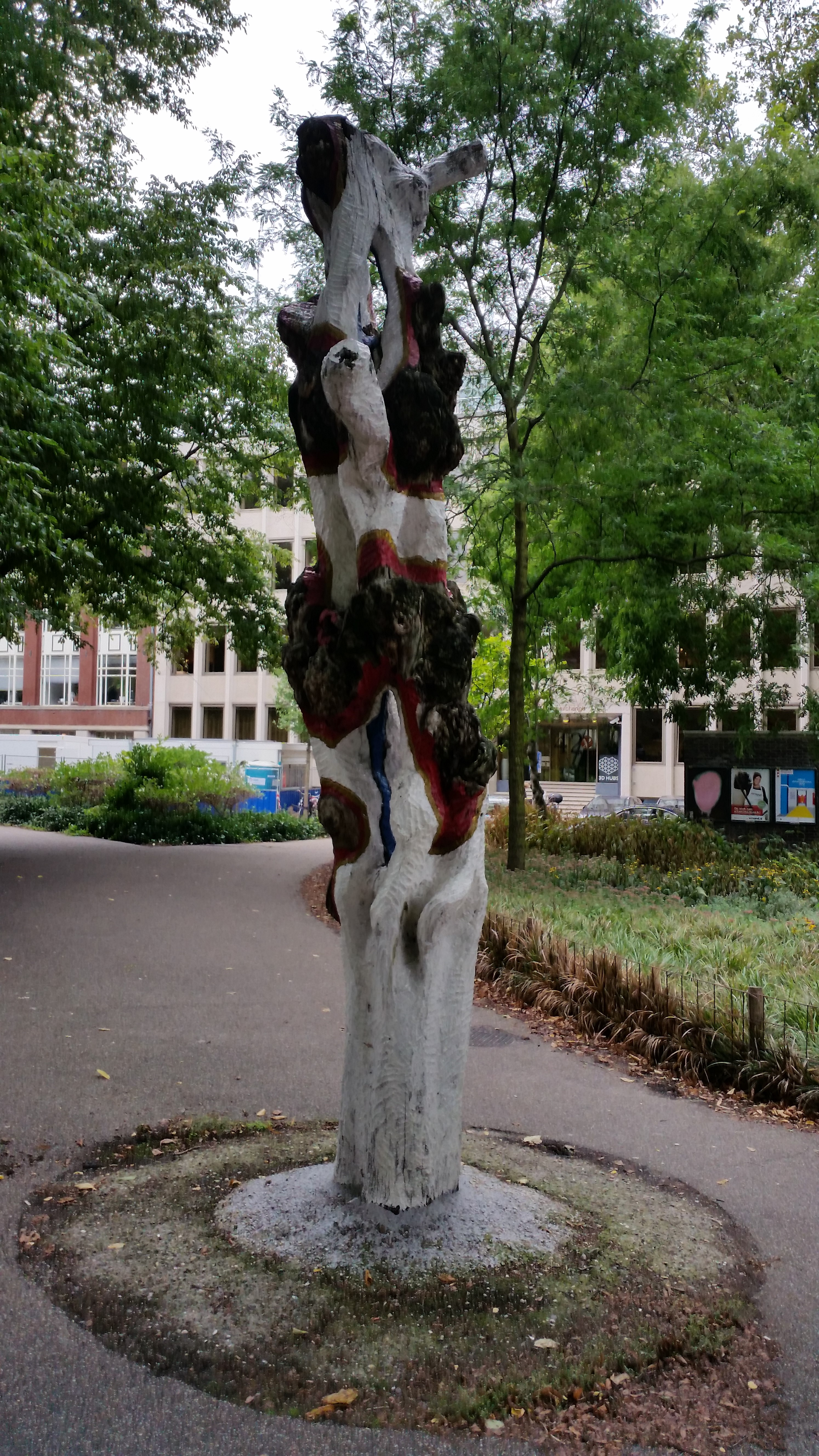
Monument voor de te jong gevallen boom (1971), Amsterdam
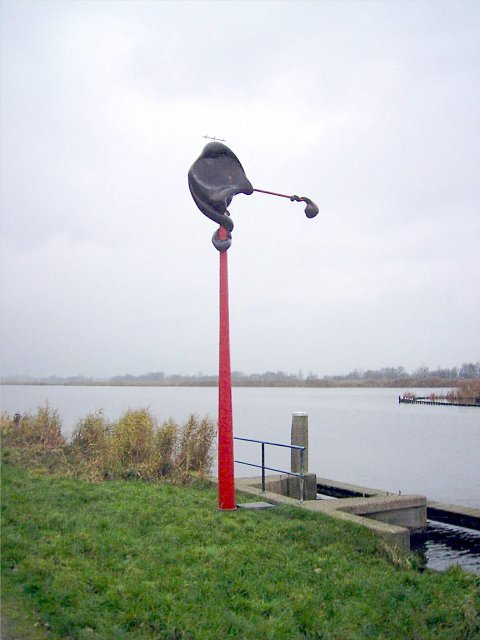
Kringloop (1975), Sneek
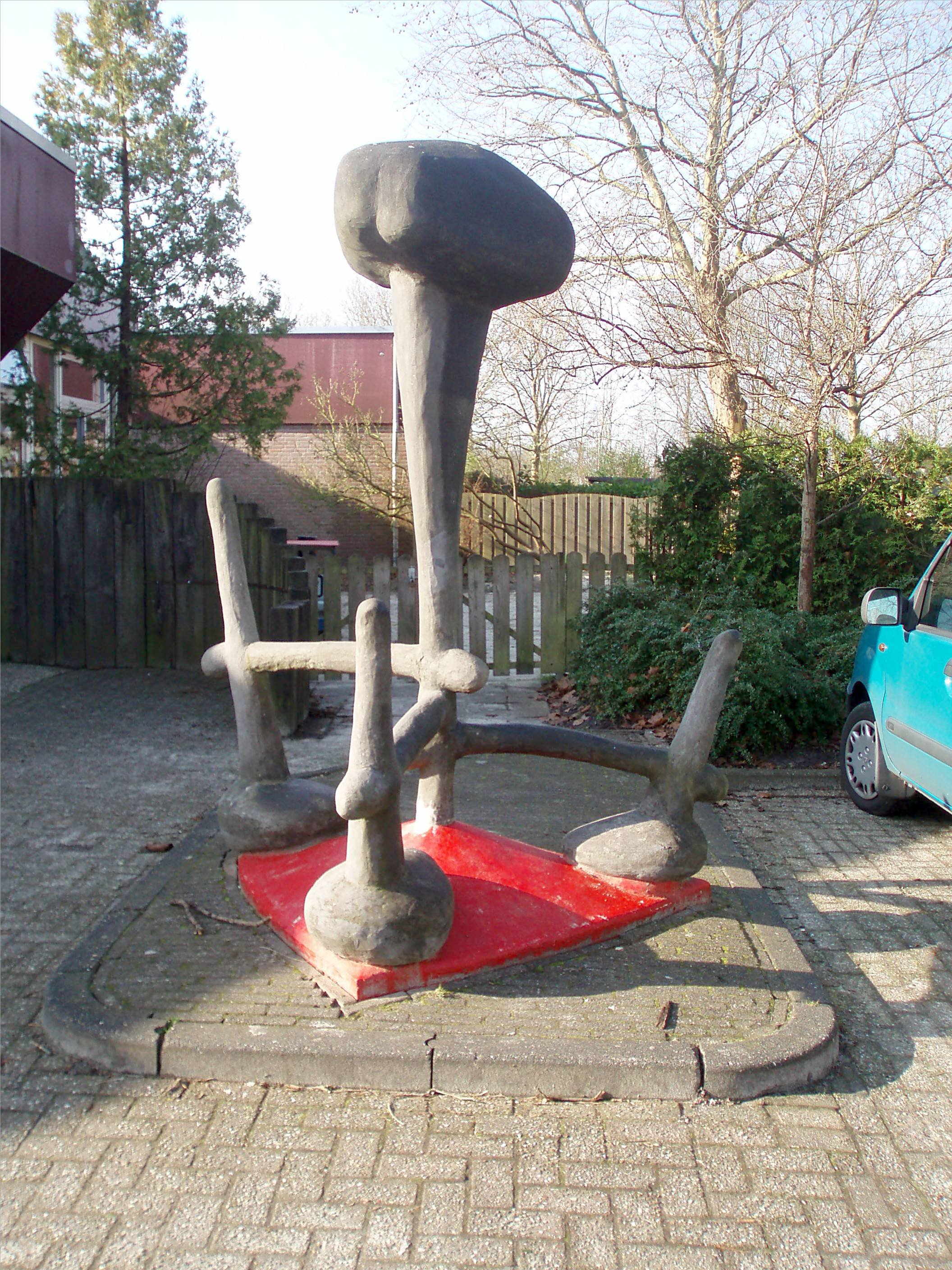
It harspit (1982), Oppenhuizen
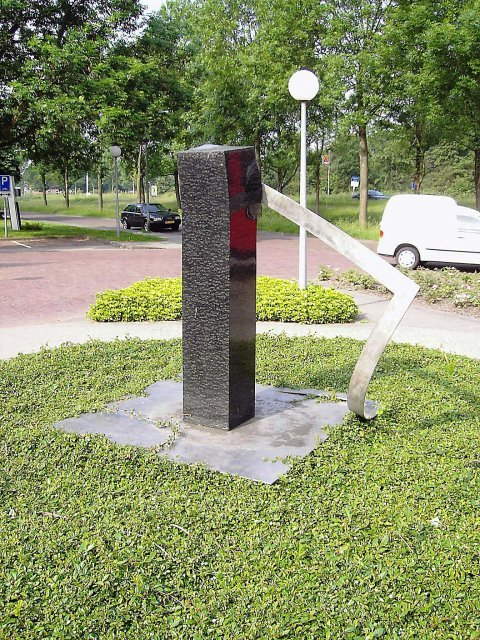
Geslagen zuil (1988), Sneek
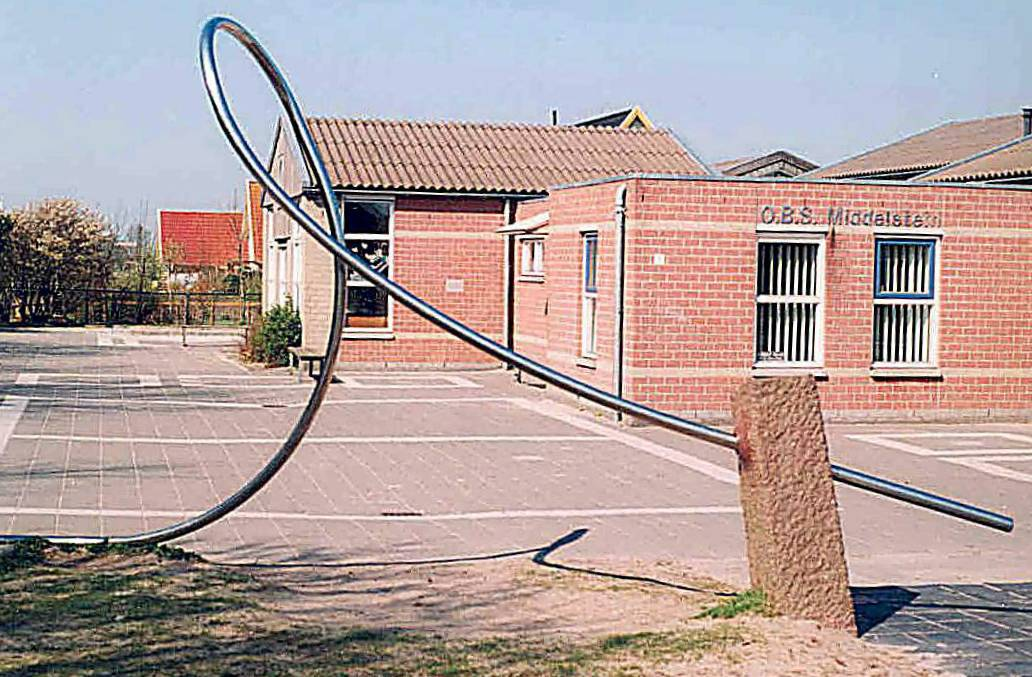
Een krul van de juffrouw (1989), Midlum
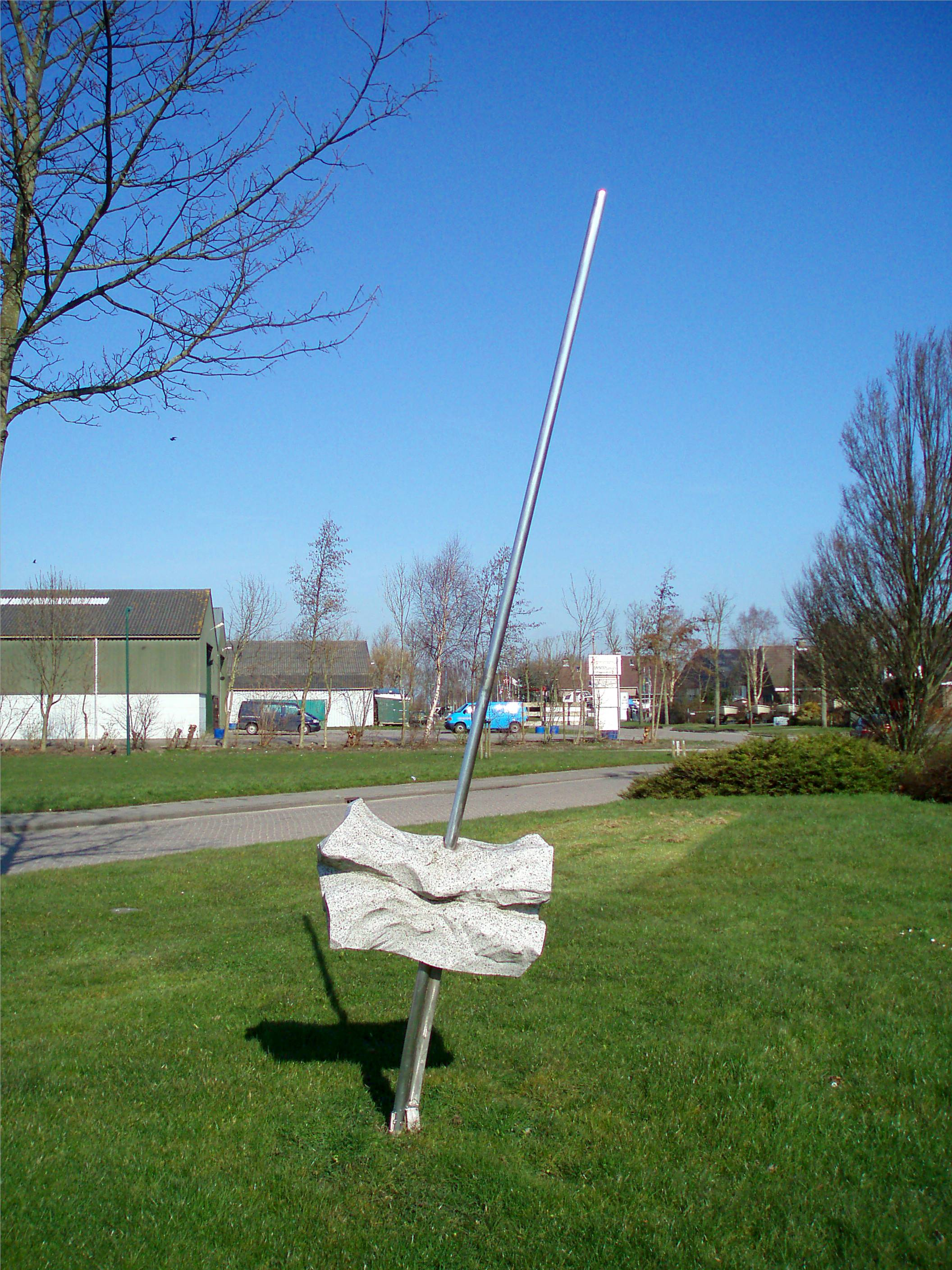
Papierprikker (1990), Heeg
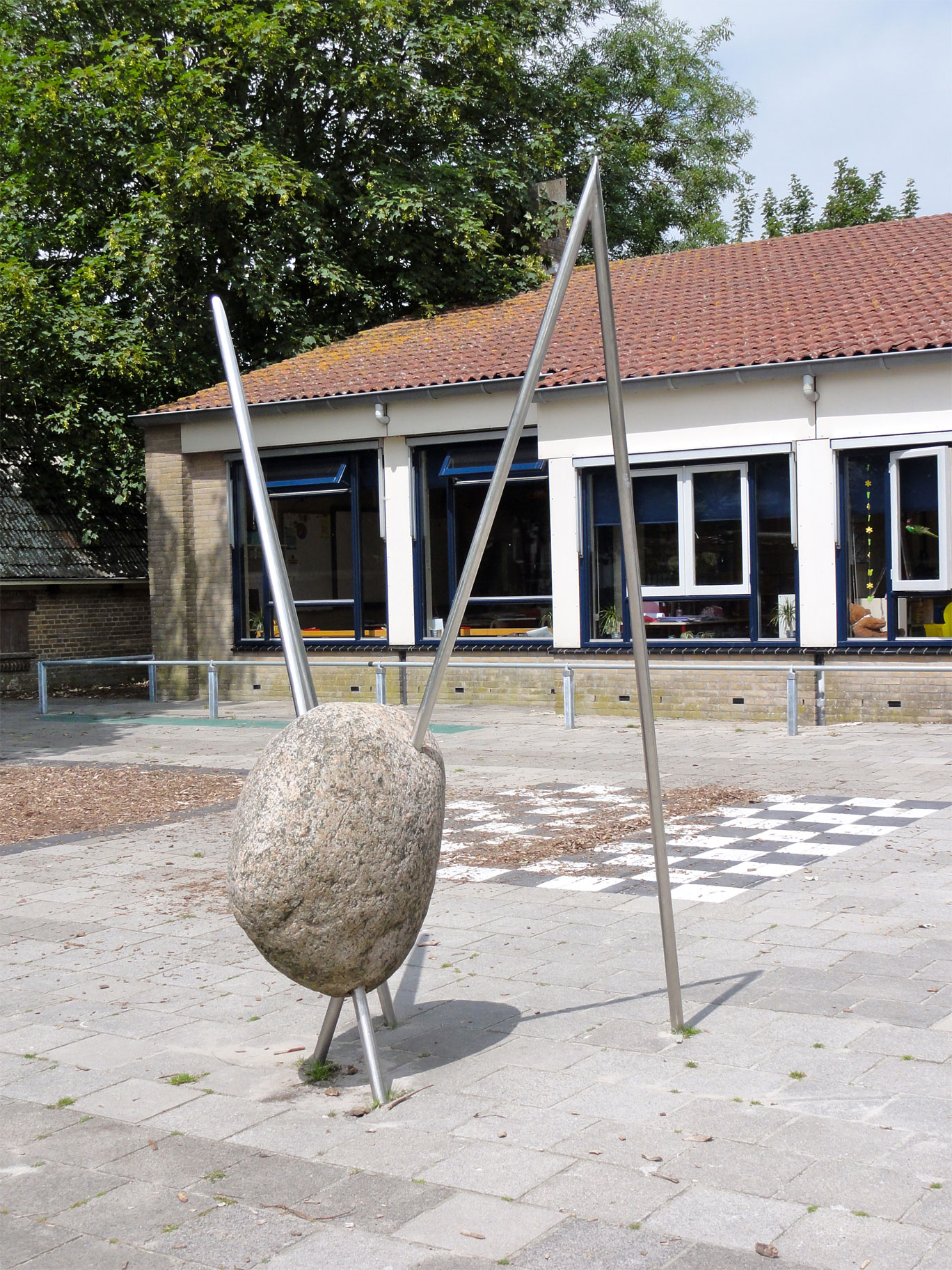
Winamer Kat (1992), Wijnaldum
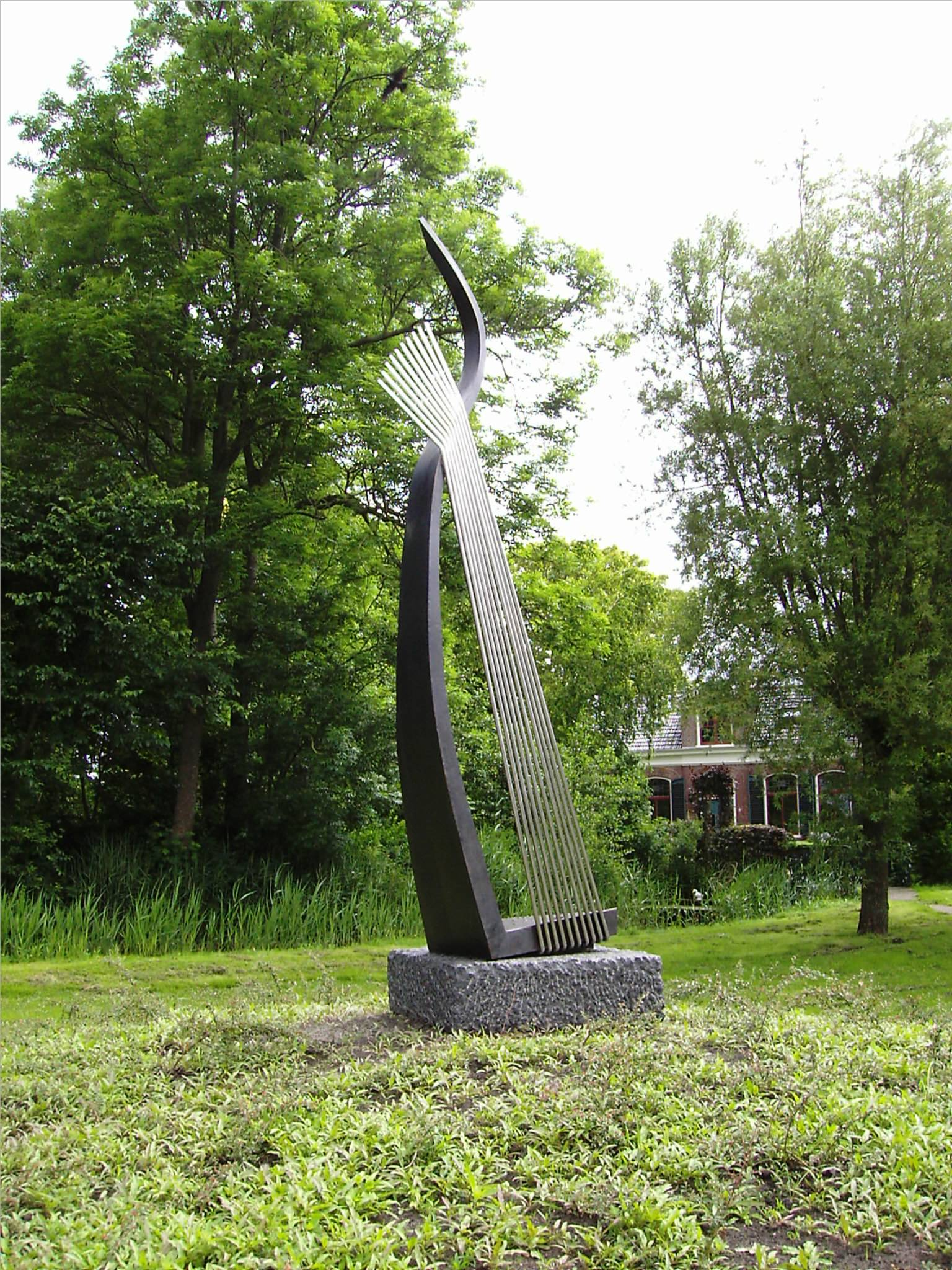
De Vrome (2005), Oosthem
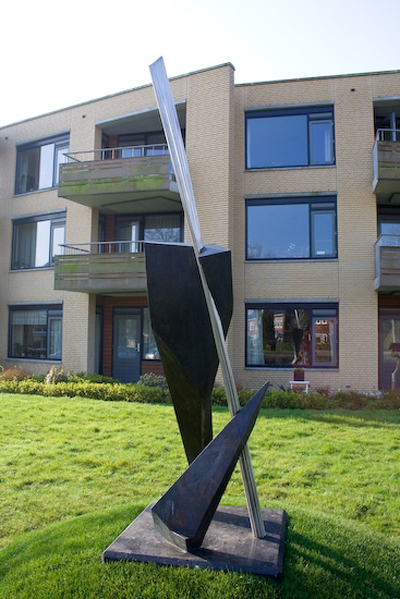
Drie Generaties (2007), Sneek